# Euplocia
Euplocia là một chi bướm đêm thuộc họ Erebidae.

## Các loài
- Euplocia membliaria Cramer, 1780